# Angela (personaje)
Angela es un personaje originalmente de la serie de historietas Spawn, también protagonista con posterioridad de su miniserie homónima. Angela es una cazadora seráfica que por siglos ha cazado a los Hellspawns que recorren la tierra. El personaje fue creado por Neil Gaiman quien tuvo una batalla legal con Todd McFarlane por los derechos del personaje, juicio que ganó Gaiman. 
Gaiman más tarde vendió los derechos del personaje a Marvel Comics, que actualmente la integró al Universo Marvel desde 2013, tras la historia "Era de Ultron", y su personaje se amplió en el 2014 durante "Pecado original", donde se reveló que es la hermana perdida de Thor.

## Historia de la publicación
Angela es un adversario recurrente y, a veces, aliado de Spawn. Comenzando con su debut en el número 9 de la serie Spawn, hizo apariciones en los números 62, 89 y del 96 al 100.
En 1994 y 1995, se publicó una serie limitada de Angela de tres números, escrita por Gaiman e ilustrada por Greg Capullo. La serie fue luego reimpresa como un libro de bolsillo comercial titulado Angela Trade Paperback, retitulada como Spawn: Angela's Hunt en impresiones posteriores y recibió un nuevo diseño de portada (ISBN 1-887279-09-1). A partir de 2005, la serie está agotada. En 1995, también se creó un cómic independiente de Angela.
Angela también ha aparecido en varios crossovers. La miniserie Rage of Angels vio a Angela conociendo a Glory en Angela and Glory (1996), y continuó en Youngblood # 6 (1996) y Team Youngblood # 21. También hubo un crossover llamado Aria / Angela, en el que apareció en la serie Aria.
Comic Book Resources confirmó el 21 de marzo de 2013 que Neil Gaiman regresaba a Marvel Comics y traería a Angela con él. Joe Quesada fue citado diciendo que su primera aparición como un personaje de Marvel sería en el final del evento Age of Ultron. 
El 9 de mayo de 2013, Entertainment Weekly publicó la primera imagen de Angela, rediseñada por Joe Quesada por sus apariciones en libros publicados por Marvel Comics.

## Biografía del personaje

### Image Comics
Es presentada originalmente como un ángel cazador con el aspecto de una bella veinteañera pelirroja, aunque en realidad su edad se calcula alrededor de los cien mil años. Fue creada por medio de un procedimiento muy similar al que posteriormente usaría Madre para crear a la Legión, pero a una escala menor; para su nacimiento se tomó en el momento de su muerte las almas de una mujer cromagnon que se sacrificó protegiendo a su recién nacido, una anciana hebrea asesinada en el Antiguo Egipto por intentar que rescatar a su hijo de una pirámide en construcción, una niña afrodescendiente acribillada por el Ku Klux Klan en una cacería humana, una madre judía enviada a Auschwitz y una anciana londinense enferma de cáncer terminal abandonada por su familia a finales de la década de 1990. El hecho de ser almas de mujeres que sufrieron durante toda su vida y enfrentaron sus desgracias con valentía, creó la materia prima ideal para quien sería uno de los ángeles más poderosos, implacables y fieros en toda la creación, quien aprendió todo lo que sabe de Katherina, la mejor instructora del Cielo; esto le permitió obtener la licencia para cazar demonios y sirvientes infernales, recorriendo durante siglos el universo con el único propósito de destruir cualquier indicio del infierno. 
En la actualidad conoció a un joven Hellspawn en entrenamiento en la Tierra llamado Al Simmons y su conducta junto a sus habilidades la sorprendieron a tal punto que por primera vez en la eternidad debió huir de un enemigo, ya que Spawn no solo casi la mató en un corto combate, sino también sobrevivió a tocar su lanza cargada con el fuego de Dios. Este incidente hizo desaparecer su arma y reescribió la realidad de forma que borró toda evidencia de su autorización para ir a la Tierra; lo que fue aprovechado por sus detractores para acusarla de traición, alegando que fue a la Tierra para vender su lanza a Malebolgia, por lo que Ángela fue enjuiciada. Ante esto Kuan-Yin y Anahita, sus mejores amigas, pidieron al propio Spawn que fuera al Cielo y testificara en su favor. Esto llevó al engendro algunas peripecias y casi destruir su capa mientras Angela por su parte, tras limpiar su nombre, abandonó las filas del Cielo y se convirtió en cazarrecompensas.
A pesar de la naturaleza opuesta de ambos, mientras ella y Spawn huían del juicio del Cielo surgieron sentimientos de por medio que le trajeron conflictos, ya que jamás ninguno ha querido reconocerlos, sin embargo mientras pernoctaban en las ruinas del castillo de Leviathán, se dio a entender que algo sucedió esa noche entre ambos; posteriormente, Spawn bromearía diciendo que había sido infiel a su viuda con ella. 
Durante el despertar de Urizen, asiste a Spawn protegiendo a la Tierra cuando miles de legiones de serafines que pretendían entrar sin permiso en este mundo para enfrentar al Negador de Almas, a pesar de que esto significaría romper la tregua con el infierno y con ello le darían a los demonios el derecho a invadir la Tierra e iniciar el Armagedón. Por ello, mientras Spawn luchaba contra Urizen, Angela se manifestó en el Éter para frenar el avance de sus hermanas y a pesar de la diferencia de número, demostró ser siempre quien llevó la ventaja en el combate hasta que los altos mandos del Cielo se presentaron para imponer e orden en sus filas; tras esto regresó a la Tierra y combinó su fuego divino con la energía infernal de Spawn y el poder del Mundo Verde para encerrar Urizen.
Al acabar este duelo la pareja descubriría que todo fue un plan de Malebolgia en un intento de usar el Armagedon como distracción y apoderarse los otros ocho niveles del infierno, por lo que ella y Spawn utilizan el portal de la Zona Muerta para presentarse en el octavo nivel del infierno y enfrentar de forma definitiva a Malebolgia; aquí fallece protegiendo a Spawn a costa de su vida, como último favor, le pide que no se deje manipular por nadie nuevamente. 
Al morir en batalla, se ganó un lugar de honor en el Elysium, el plano del Cielo más cercano a Dios, por lo que Spawn entregó su cadáver a los ángeles, quienes la recibieron con honores.

### Marvel Comics
Durante la historia de Age of Ultron, se revela que Angela está viva y ha sido sacada del Cielo como resultado del daño de Wolverine al Omniverso. En una combinación de rabia y confusión, carga hacia la Tierra desde el espacio exterior, solo para ser interceptada por los Guardianes de la Galaxia, lo que la lleva a unirse al equipo. 
Durante la historia de Original Sin, se revela que ella es Aldrif, la hija de Odín y Freyja, que hace de su hermana a Thor y Loki. Ella fue "asesinada" cuando era un bebé durante la guerra de Asgard con los Ángeles del Décimo Reino llamada "Heven". Este crimen resultó en que Odín separara el Décimo Reino de los otros nueve como castigo por su ataque. Thor se entera de la existencia de su hermana cuando está expuesto a los secretos de Uatu, el ojo del Observador, por el Orbe. Regresa a Asgard para confrontar a su madre sobre la existencia de su hermana y, posteriormente, viaja al Décimo Reino con Loki para aprender más sobre su hermana. 
Los Guardianes de la Galaxia y Angela son atacados en el espacio warp por una banda de piratas, llamados Warpjackers. Durante la batalla, Angela abandona a los Guardianes cuando el adulto Loki le dice telepáticamente que el portal a Heven está abierto y que puede regresar a casa. Mientras Thor lucha contra los guardias de Heven, Angela aparece guiada hacia la puerta de Heven por Loki y se prepara para luchar contra Thor. Angela derrota a Thor, y luego la Reina de los Ángeles le dice que traiga a Thor. La ahora mujer Loki se ha alineado con los Ángeles, y le dice a Thor que "estar en el lado ganador parece simplemente perfecto".
Mientras Loki dirige una flota de Angel a Asgard, con el falso pretexto de ayudarlos a destruirlo, Thor escapa del cautiverio y se enfrenta a Angela en combate una vez más. La pelea entre Thor y Angela se interrumpe cuando Odín (a quien Loki liberó de su autoexilio) llega y reconoce a Angela como su hija, revelando el verdadero linaje de Angela como el Aldrif, quien se cree que murió hace mucho tiempo. Hace mucho tiempo, el Ángel encargado de deshacerse del cuerpo de Aldrif descubrió que el bebé estaba vivo y la crio como una de los Ángeles bajo el nombre de Angela. A la luz de esta revelación, la Reina de los Ángeles concede su vida a Angela, perdonándola por su servicio a los Ángeles, pero la exilia de Heven debido a su linaje. Después de dejar a Heven, Odín le dice a Thor, Loki y Angela que todavía ama a sus hijos. Entonces Angela decide irse para explorar los otros reinos. [9]
Más tarde, Angela y su amante Sera secuestran a la hija recién nacida de Odín y Freyja. Sin el conocimiento de Odín, el bebé está poseído por el espíritu de Surtur y Odín le ordena a Thor cazar a la pareja. Angela y Sera, con la ayuda de los Guardianes de la Galaxia, permanecen delante de Thor y llevan al bebé a Heven para que se limpien del espíritu de Surtur. Allí, Angela arroja al bebé a los motores paralizados de Heven. El fuego de Surtur es expulsado del bebé y vuelve a encender los motores de Heven. Para esta acción, la deuda de Angela con Heven se paga y, por lo tanto, cierra su última conexión restante con el reino. 
Después de que Angela le devuelve el bebé a Odín, descubre que Sera es en realidad Malekith the Maldito y que la verdadera Sera, quien fue asesinada previamente en la batalla, permanece en Hel. Angela viaja a Hel y le pide a Hela que le devuelva la vida a su amor. Cuando Hela se niega, Angela lanza una campaña de conquista con la ayuda de la doncella de Sera y Hela, Leah, completando varias pruebas para convertirse en la nueva Reina de Hel. Cuando tiene éxito, libera las almas de los Ángeles muertos esclavizados por Hel, y devuelve la vida a Sera, solo para abdicar y regresar a la Tierra con Sera y Leah, sin necesidad de poder.

### Otras versiones
Varias versiones alternativas de Angela aparecen en el evento Secret Wars 2015 de Marvel. En 1602: la cazadora de brujas Angela, Angela aparece como una cazadora de brujas (mutantes) en el universo de 1602. En MODOK: Assassin, una Angela aparece como un miembro de los Thors, la fuerza de mantenimiento de la paz de Battleworld, empuñando un martillo llamado Demonslayer. Un tercero aparece como residente del dominio Arcadia, hogar del equipo de mujeres superhéroes, A-Force.

## Personaje
Su aspecto es el de una bella veinteañera pelirroja (a pesar de ello, en realidad su edad se calcula alrededor de los cien mil años), vestida con un traje de batalla de metal semejante a un bikini, con unos listones vivientes que semejan mucho a las cadenas de Spawn. 
Ha cazado demonios desde antes que Malebolgia naciera, sin embargo su edad es relativa, ya que el Elysium existe en todo tiempo simultáneamente. Es una de las guerreras celestiales más feroces y efectivas que existen y es por ello que se le ha otorgado la licencia para cazar demonios y sirvientes infernales. Porta una lanza llena del fuego de Dios, la cual incluso puede dañar a Lucifer. Por siglos ha recorrido el universo con el único propósito de destruir todo indicio del infierno que encuentre, por ello, algunos de sus superiores la catalogan como una bella muchacha con la sutileza de un tanque. 
Hace poco tiempo encontró un joven Hellspawn en entrenamiento en la Tierra. Su nombre es Al Simmons y su conducta junto a sus habilidades la sorprendieron a tal punto que por primera vez en la eternidad debió retirarse de un combate, ya que Spawn no sólo casi la mató en un corto combate, sino también sobrevivió a tocar su lanza. A pesar de la naturaleza opuesta de ambos, mientras huían del juicio del Cielo surgieron sentimientos de por medio que le trajeron conflictos, ya que jamás ninguno ha querido reconocer nada sobre el otro, sin embargo mientras pernoctaban en las ruinas del castillo de Leviathán (Miniserie Ángela), se dio a entender que algo sucedió esa noche entre ambos; posteriormente, Spawn bromea diciendo que había engañado a su viuda con ella. Es el único personaje que hace dudar a Spawn sobre su amor por Wanda, ya que la atracción entre ambos es muy especial. Además, Angela no demuestra la repulsión por su aspecto que hace huir a Wanda, por el contrario, se ha mostrado siempre dispuesta a tomarse a la ligera la actitud oscura y agresiva de Spawn, bromeando a sus expensas para hacerlo salir de su zona de confort, aunque Al prefiere que no lo vea sin su máscara.
En el número Age of Ultron #10, se revela que Angela ha sido transportada al Universo 616 de Marvel como resultado del daño que se le ha hecho al multiverso.
Durante el evento Original Sin, se revela que es la hija de Odín, y es hermana de Thor y Loki.

## Miniserie
Luego de la primera aparición de Angela en Spawn N.º 9 (escrita por Neil Gaiman y dibujada por Todd McFarlane) las cartas arriban solicitando ver más sobre este nuevo personaje. A Neil Gaiman (escritor de The Sandman) se le pregunta si estaría interesado en hacer una continuación al número que había escrito y aceptó la propuesta. La miniserie fue dibujada por Greg Capullo y entintada por Mark Pennington (en los números dos y tres).
La miniserie relata las vivencias posteriores a su encuentro con el engrendro y su salida de las filas del cielo, convirtiéndose en agente independiente. En su nueva faceta, vivirá experiencias que la acercarán a saber la verdad sobre su naturaleza y pasado.

## Habilidades
En su actual encarnación de Marvel, Angela es un Dios nacido y heredero del trono asgardiano. Tiene enormes cantidades de súper fuerza que le permiten luchar contra oponentes como Jane Foster (Thor), super velocidad donde se mueve más rápido que la iluminación y super durabilidad donde puede soportar ataques de personajes como Gamora, Drax y Thor. Ella también tiene la capacidad de volar. A diferencia del resto de los dioses asgardianos, Angela es inmortal y no requiere que las manzanas de oro sostengan su juventud. Ella vivió por eones sin ninguna sustancia.

## Derechos legales
En 1993, McFarlane contrató a Neil Gaiman, junto con otros tres autores reconocidos, Alan Moore, Dave Sim y Frank Miller, para escribir un número de Spawn. Mientras lo hacía, Gaiman presentó a los personajes Angela, Cogliostro y Medieval Spawn. Los tres personajes fueron creados conjuntamente y diseñados por el creador de la serie Todd McFarlane. La serie continuó presentando a todos los personajes después de que terminó la participación de Gaiman. Algunos personajes tenían vínculos con la compañía de juguetes de McFarlane, y Cogliostro tuvo un papel prominente en la película de acción en vivo en 1997. McFarlane inicialmente estuvo de acuerdo en que Gaiman conservaba los derechos de creadores de los personajes, pero luego afirmó que el trabajo de Gaiman había sido un trabajo por encargo y que McFarlane era dueño de todas las cocreaciones de Gaiman por completo, apuntando a los indicios legales de Spawn # 9 y la falta de contrato legal que indica lo contrario. McFarlane también se había negado a pagarle a Gaiman por los volúmenes del trabajo de Gaiman que McFarlane había vuelto a publicar y se había mantenido impreso. En 2002, Gaiman presentó una demanda y ganó un juicio considerable contra McFarlane e Image Comics por los derechos debidos a cualquier creador. Los tres personajes eran igualmente copropiedad de ambos hombres. En 2012, McFarlane y Gaiman resolvieron su disputa y Gaiman recibió la propiedad total de Angela. 
El 21 de marzo de 2013, Comic Book Resources anunció que Angela sería introducida en el universo Marvel como un personaje importante más adelante en el año, para coincidir con el regreso de Neil Gaiman a la compañía. BleedingCool confirmó más tarde que Marvel Comics había comprado completamente los derechos de Angela a Gaiman.

## Apariciones en otros medios
- En la historieta Spawn, Angela es un ángel que actuá de forma contraria a la de Spawn como una cazadora enviada por el Cielo. Ella trata de matar a Spawn en su primer encuentro, pero él logra derrotarla. Cuando después él fue en su ayuda en un viaje hacia el Cielo - irónicamente, él estaba ahí para testificar que ella tenía permiso para matarlo - comenzaron una relación romántica.
- Angela es un adversario recurrente y aliada de Spawn, aparece a menudo en las series. Su primera aparición fue en Spawn N.º 9, desde entonces ha aparecido en los números Spawn N.º 62, 89, 96 y 100.
- Homólogo del manga: Durante un viaje de Ken Kurosawa en el manga Shadows of Spawn, confunde a otra cazadora-ángel de Spawns, Mikaela, como humana.
- Angela apareció en la serie de televisión animada Todd McFarlane's Spawn, con la voz de Denise Poirier.
- El grupo musical Iced Earth compuso una canción a la heroína Angela con el tema "The Hunter" del álbum The Dark Saga.
- Angela ha aparecido en la serie de Guardians of the Galaxy como personaje secundario en algunos capítulos de la primera y segunda temporada, con la voz de Nika Futterman.
- Angela tiene su primera aparición animada de Marvel en el episodio de "Los Guardianes de la Galaxia", "We Are the World Tree",[3] con la voz de Nika Futterman. Ella acompaña a Thor para que asista a una estatua de Spartax que representa los años de paz que Spartax tuvo con Asgard. Angela se mete en una breve pelea de espadas con Gamora. Más tarde, se enfrenta a Gamora de nuevo cuando los Guardianes de la Galaxia terminan en Asgard. En el episodio "Asgard War Part One: Lightning Strikes", Angela acompaña a Thor en la guerra contra Spartax. En el episodio "Asgard War Part Two: Rescue Me", Angela acompaña a Thor y la Armadura del Destructor para ayudar a los Guardianes de la Galaxia a rescatar a Star-Lord de Thanos.
- Se ha anunciado la incorporación de Angela al juego de miniaturas Marvel Crisis Protocol.[4]